# الوكالة الوطنية لمراقبة الدواء والغذاء (إندونيسيا)

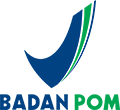

الوكالة الوطنية لمراقبة الدواء والغذاء (بالإندونيسية: Badan Pengawas Obat dan Makanan) هي وكالة حكومية في إندونيسيا. الوكالة مسؤولة عن حماية الصحة العامة من خلال التحكم والإشراف على الأدوية الصيدلانية التي لا تستلزم وصفة طبية واللقاحات والأدوية الحيوية والمكملات الغذائية وسلامة الأغذية والطب التقليدي ومستحضرات التجميل. مهمة وأغراض هذه الوكالة مماثلة لـ إدارة الغذاء والدواء (الولايات المتحدة).

## المهام والوظائف

### المهام
بناءً على المادة 68 من المرسوم الرئاسي رقم 103 لعام 2001 ، فإن إدارة الغذاء والدواء الإندونيسية لها الوظائف التالية:
- تقييم وصياغة السياسات الوطنية في مجال الرقابة على الغذاء والدواء.
- تنفيذ سياسات معينة في مجال الرقابة على الغذاء والدواء.
- تنسيق النشاط الوظيفي في تنفيذ مهام إدارة الأغذية والعقاقير الإندونيسية.
- رصد وتوجيه أنشطة الجهات الحكومية في مجال الرقابة على الغذاء والدواء.
- تقديم التوجيه والإدارة العامة في مجال التخطيط العام والتنظيم والتنظيم والإدارة والموظفين والتمويل والإيداع والتشفير والمعدات والأسر المعيشية.

### الوظائف
استنادًا إلى المادة 3 من رئيس اللائحة التنظيمية لإدارة الأغذية والأدوية الإندونيسية رقم 14 في عام 2014، تتولى وحدة التنفيذ الفني التابعة لإدارة الأغذية والأدوية المهام التالية:
- صياغة خطط وبرامج مراقبة الغذاء والدواء.
- تنفيذ الفحص المختبري واختبار وتقييم جودة المنتجات العلاجية والمخدرات والمؤثرات العقلية والمواد المسببة للإدمان والأدوية التقليدية ومستحضرات التجميل والمنتجات التكميلية والأغذية والمواد الخطرة.
- تنفيذ الفحوصات المختبرية واختبار وتقييم الجودة الميكروبيولوجية للمنتج.
- تنفيذ التفتيش المحلي وأخذ العينات والتفتيش على مرافق الإنتاج والتوزيع.
- التحقيق في قضايا الجرائم في مجال الغذاء والدواء.
- تنفيذ شهادة المنتجات ومرافق الإنتاج والتوزيع التي يفرضها رئيس الوكالة الوطنية الإندونيسي.
- تنفيذ خدمات معلومات المستهلك.
- تقييم وصياغة تقرير اختبار الغذاء والدواء.
- تنفيذ الشؤون الإدارية.
- تنفيذ واجبات أخرى في المجال المعني التي حددها رئيس الوكالة الوطنية الإندونيسي.

## رؤساء الوكالة
- دكتور. سامبورنو (2001-2006).
- دكتور حسنية روبيانا ثامرين عقيب (2006-2010).
- دكتور قسطنطينه (2010-2012).
- دكتور لوكي سلاميت (2012-2013).
- دكتور. روي ألكسندر سبارينغا (2013-2016).[2]
- دكتور بيني كوسوماستوتي لوكيتو (2016 إلى الوقت الحاضر).[3]